# الصيدة بلندن (مسرحية)
الصيدة بلندن، مسرحية كوميدية كويتية. المسرحية من تأليف محمد جلكسي وإخراج بدر المحارب.
تحاكي المسرحية دور «شليويح» طارق العلي وهو مواطن خليجي سافر إلى لندن في مهمة للعلاج، وهناك يواجه معاملة لم يكن يتوقعها في تلك العاصمة الغربية. يتناول العرض بعض المشكلات الاجتماعية الخليجية مع بعض الإسقاطات على قضايا سياسية، ضمن مشاهد من معاناة الشباب العربي والخليجي في إطار كوميدي، يتطرق إلى الفساد المالي والإداري وتجري معالجته في عرض كوميدي ساخر قريب إلى النفوس.
شارك في أدائها بالإضافة إلى طارق العلي أحمد السلمان، محمد الصيرفي، سعود الشويعي، أمل عباس فرحان العلي عبد الله بهمن، سماح غندور، والفنانة مارتينا وشاهين الشاهين، خالد المظفر، أيوب الشطي، سلطان العلي، وعلي محسن.
كلمات الأغاني :-
محمد عبدالقدوس
الحان :
عبدالقدوس خالد
توزيع الاغاني :
عبدالقدوس خالد